# مطار فرانسيسكو منديس الدولي
كان مطار فرانسيسكو مِنديس الدولي مطارًا يقع في جزيرة سانتياغو في الرأس الأخضر. أُفتتح في عام 1961. كان يقع على بعد حوالي 2 كم شرق وسط برايا في الجزء الجنوبي الشرقي من جزيرة سانتياغو. بعد استقلال الرأس الأخضر، سُمي المطار على على شرف فرانسيسكو منديس، كان مناضل من أجل استقلال غينيا بيساو وأول رئيس وزراء في ذلك البلد.

## التاريخ
في 28 سبتمبر 1998، تحطمت طائرة TACV de Havilland Canada DHC-6 Twin Otter (مسجلة D4-CAX) التي كانت تحمل كارلوس فيغا، رئيس وزراء الرأس الأخضر آنذاك، و 18 راكبًا آخرين وثلاثة من أفراد الطاقم، وقد هبطت في المطار. كان هناك قتيل واحد (الحارس الشخصي لرئيس الوزراء) وأربعة جرحى.
في أواخر عام 2005، أُقف نشاط المطار واستبدل بمطار برايا الدولي الجديد (منذ عام 2012 مطار نيلسون مانديلا الدولي).